# Спјанаменто (Болоња)
Спјанаменто (итал. Spianamento) је насеље у Италији у округу Болоња, региону Емилија-Ромања.
Према процени из 2011. у насељу је живело 90 становника. Насеље се налази на надморској висини од 342 м.